# Медаль Добровольцев 1940—1945
Медаль Добровольцев 1940—1945 (фр. Médaille du Volontaire 1940–1945, нидерл. Medaille van de Oorlogsvrijwilliger 1940–1945) — бельгийская награда. Учреждена королевским указом регента 16 февраля 1945 года для иностранных граждан, добровольно поступившие на службу в бельгийские вооруженные силы во время Второй мировой войны. Медаль также могла быть вручена добровольцам, служащим в бельгийских подразделениях Королевских ВВС, военно-морского или торгового флота Великобритании.

## Описание награды
Медаль Добровольцев 1940–1945 годов представляла собой бронзовый круг диаметром 38 мм. На аверсе было рельефное изображение солдата, непринужденно стоящего с винтовкой и штыком, наложенного на большую заглавную букву V («Победа») на фоне восходящего солнца. На реверсе было рельефное изображение фламандского «безудержного льва», ниже надпись на латыни «VOLONTARIIS», и даты «1940» и «1945».
Медаль подвешивалась на кольце через петлю из шелковой муаровой ленты шириной 38 мм, состоящей из пятнадцати чередующихся красных и синих полос шириной 2 мм и двух синих краевых полос шириной 4 мм.